# Frances Bible
Frances Bible (26 de enero de 1919 – 29 de enero de 2001) fue una cantante de ópera de nacionalidad estadounidense. Con voz de mezzosoprano, tuvo una carrera artística de treinta años de duración, entre 1948 y 1978, en la New York City Opera. Aunque hizo también bastantes actuaciones con otras compañías teatrales de los Estados Unidos, cantó relativamente poco fuera de su país.

## Biografía
Su nombre completo era Frances Lillian Bible, y nació y se crio en Sackets Harbor, Nueva York. Cursó estudios de ópera en la Escuela Juilliard de la ciudad de Nueva York, bajo la tutela de Queena Mario y Belle Julie Soudant, debutando profesionalmente en 1948 en la New York City Opera con el papel del Shepherd en la obra de Giacomo Puccini Tosca. Poseedora de una voz cálida y con una vibrante presencia escénica, fue favorita de la NYCO en una época en la cual también eran primeros artistas de la institución Beverly Sills y Norman Treigle. Una de sus actuaciones más destacadas en el teatro neoyorquino fue su papel como Cornelia, frente a la Cleopatra de Sills, en la representación llevada a efecto en 1967 de la ópera de Haendel Julio César en Egipto, la cual dio a Sills el estatus de estrella internacional de la ópera.
En 1949, Bible actuó en el estreno mundial de la pieza de William Grant Still Troubled Island. Su primer gran éxito en la NYCO llegó en 1950 encarnando a Amneris en Aida, y a Cherubino, un papel masculino, en la ópera de Mozart Las bodas de Fígaro. Otro de sus primeros triunfos en su teatro fue el papel de Angelina en La Cenicienta, llevada a escena en 1953. Bible fue especialista en papeles masculinos, siendo famosa por interpretar a Octavian en la ópera de Richard Strauss El caballero de la rosa, a Oberon en la de Benjamin Britten El sueño de una noche de verano, a Nicklausse en la pieza de Jacques Offenbach Los cuentos de Hoffmann, a Siebel en la de Charles Gounod Fausto, y a Hansel en Hansel y Gretel. Otros de sus papeles destacados fueron el de Dorabella en Così fan tutte, Jocasta en la ópera de Igor Stravinsky Edipo rey, Herodias en la de Richard Strauss Salomé, Ottavia en La coronación de Popea, el papel del título en la pieza de Britten La violación de Lucrecia, y Ulrica en Un baile de máscaras, entre otros muchos.
A lo largo de su trayectoria en la NYCO, Bible cantó en varios estrenos mundiales, entre ellos el de The Dybbuk (en 1951, obra de David Tamkin, con el papel de Frade), The Crucible (1961, escrita por Robert Ward, con el papel de Elizabeth Proctor), y The Voice of Ariadne (1977, de Thea Musgrave, como Mrs Tracy). También cantó el papel de Augusta Tabor en la producción original de la pieza de Douglas Moore The Ballad of Baby Doe, representada en la Central City Opera de Colorado en 1956 (aunque Martha Lipton realmente interpretó el papel en la noche del estreno). Más adelante volvió a ser Augusta en la NYCO, y grabó ese papel y el de Elizabeth Proctor con la NYCO en 1961.
Además de su trabajo con la NYCO, Bible actuó con regularidad para otras compañías de ópera, entre ellas la Baltimore Opera Company, la Cincinnati Opera, la Ópera de Dallas (1978), el Hawaii Opera Theatre, la Ópera de Los Ángeles, la New Orleans Opera, la Philadelphia Grand Opera Company (1959, 1970), y la Seattle Opera (1968). En 1955 fue Néris en el estreno en los Estados Unidos de la pieza de Luigi Cherubini Medea, presentada por la American Opera Society en el Carnegie Hall. En 1956 viajó por el país como Cherubino con la NBC Opera Theatre, actuando igualmente en varias grabaciones para la televisión. Destacan también sus interpretaciones con la Houston Grand Opera y la Ópera de San Francisco. En Houston debutó como Octavian en 1958, y en 1955 en San Francisco fue Evadne en el estreno en Estados Unidos de la ópera de William Walton Troilo y Crésida. Otros de sus personajes representados en San Francisco fueron Bersi en Andrea Chénier (1955), Octavian (1955, 1960), Elizabeth Proctor (1965), Siebel (1955), y dos personajes de Louise (1955). hacia el final de su carrera, en 1970 consiguió dos triunfos gracias a Peleas y Melisande (como Melisande en la ópera de Debussy), representada en el Caramoor International Music Festival, y Euryanthe (en el papel de Eglantine), con la Orquesta Filarmónica de Nueva York.
En el ámbito internacional, Bible actuó en la De Nederlandse Opera y en la Ópera de Vancouver Opera. También cantó en una producción con la Ópera Estatal de Viena, interpretando a Amneris en 1963. También formó parte del elenco de cantantes de la Badisches Staatsteather Karlsruhe en la temporada 1963-1964, cantando en 1964 el papel de Cherubino con la Scottish Opera. Su mayor éxito internacional llegó con tres alabadas actuaciones en el Festival de Glyndebourne: Cherubino en 1955 y Ottavia en los certámenes de 1962 y 1963.
Tras su retiro de la escena, Bible enseñó canto en la Universidad Rice, en Houston. Posteriormente fue a vivir a Hemet, California, donde falleció en 2001, a los 82 años de edad.